# Бинауральная запись
Бинауральная запись (лат. bi — два + auris — ухо) — метод звуковой записи, при котором используется специальное расположение микрофонов, предназначенное для последующего прослушивания через наушники. Обычно при этом методе записи используется специальный манекен, повторяющий анатомическое строение человеческой головы (иногда вплоть до ушей). Учитывая то, что строение внешнего уха у каждого человека индивидуально и он привыкает слышать окружающий мир с таким строением с раннего детства, использование отличающихся по строению ушей при записи может привести к неправильному восприятию записи слушателем.
Термин «бинауральный» не стоит путать со словом «стерео». Обычная стереозапись не учитывает расстояние между ушами, «звуковую тень» и отражения звука от головы и ушных раковин, хотя они вносят свои изменения в распространение звука (акустическую временну́ю разницу и акустическую разницу громкости). Так как обычные звуковые колонки при воспроизведении вносят свои изменения в звучание бинауральной записи (звук из каждой колонки слышат оба уха с соответствующими временны́ми задержками, а не каждое ухо — только свой канал, как в наушниках), такие записи следует прослушивать через наушники, либо использовать АС, подавляя перекрёстные помехи для амбиофонии. Для изготовления квази-бинауральных записей, предназначенных для прослушивания через обычные звуковые колонки или наушники портативных плееров, лучше использовать макет головы без ушных раковин, например амбиофонический сферический микрофон. Основное правило для идеальной бинауральной записи — записывающая и воспроизводящая цепи от микрофона и до мозга слушателя должны использовать идентичные ушные раковины (точные копии ушных раковин слушающего) и одинаковую «тень от головы». Часто используется в АСМР-видео.

## Техника записи

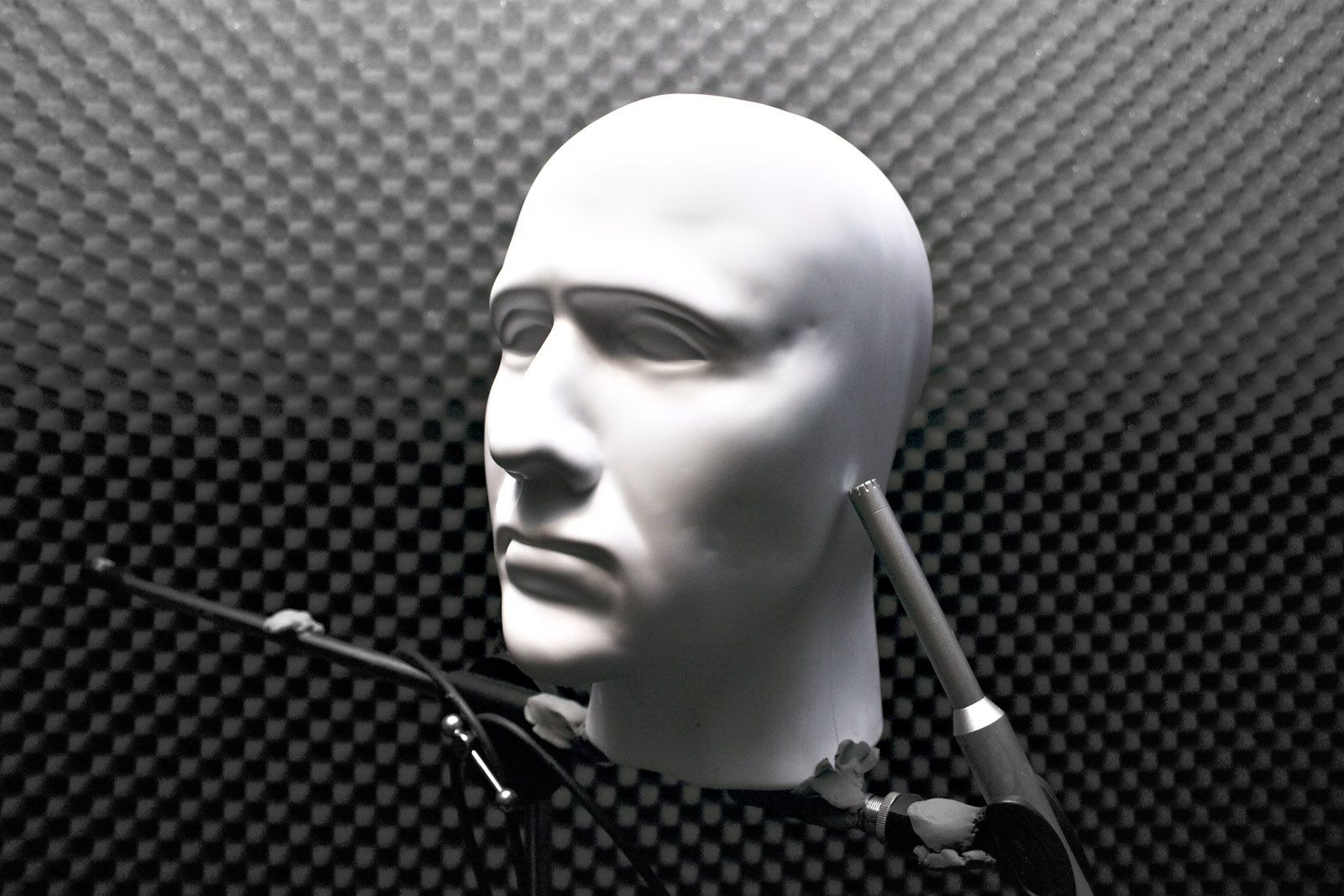
Манекен для бинауральной записи; второй микрофон заслонён.

При самом простом методе записи два микрофона расположены примерно в 18 см друг от друга и направлены в разные стороны. Этот метод не даёт настоящей бинауральной записи. Данное расстояние между микрофонами — это грубое значение для среднего расстояния между человеческими ушными каналами, но этого недостаточно. Для более точного метода записи требуется специальное оборудование. Типичное бинауральное устройство записи состоит из двух высокочувствительных микрофонов, прикреплённых к макету головы и находящихся внутри форм, имитирующих ушные раковины. Это позволяет полностью записать искажения звука, происходящие при огибании звуком головы человека и отражении от внешнего и внутреннего уха.

Бинауральные «внутриушные микрофоны» могут быть подключены к записывающему устройству, что позволяет обойтись без манекена, используя в его роли голову автора записи.

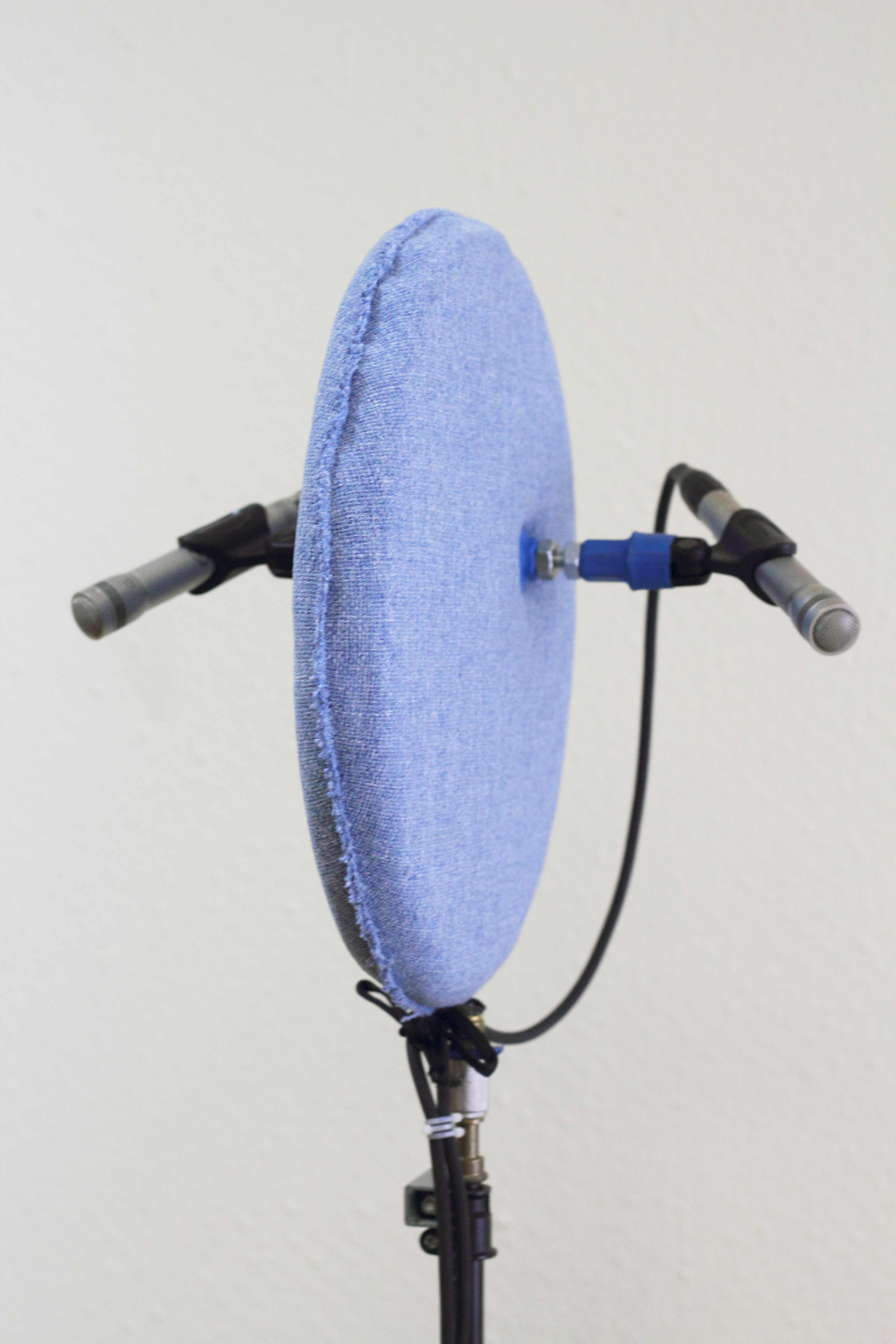
Диск Джеклина

Кроме того, существует метод бинауральной записи звука с использованием диска Джеклина. В этом случае расстояние между мембранами микрофонов составляет 35 см, что даёт «широкую» базу. Угол отклонения осей микрофонов относительно плоскости диска Джеклина составляет 30°, что в сумме равно 60°. Опыты записи музыки в исполнении различных музыкальных составов показывают хорошую стереобазу, хорошие планы и объективную локализацию источников звука (при прослушивании в наушниках). При этом для достижения хорошего результата записи необходим правильный акустический баланс внутри самого музыкального ансамбля и возможность выбора наиболее оптимальной точки в пространстве для местоположения самого диска Джеклина.